# تالر

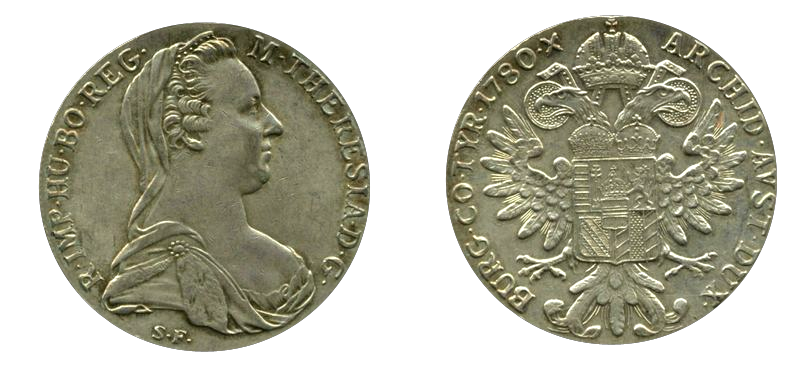
تالر ماريا تريزا

تَالَر (بالألمانية: Taler) هي عملة معدنية من الفضة سكت سنة 1518 وكانت تستخدم في معظم مناطق أوروبا لفترة 400 سنة تقريبا.